# A Man for All That
A Man for All That est un film dramatique américain réalisé par Raoul Walsh, sorti en 1915.

## Fiche technique
- Titre original : A Man for All That
- Réalisation : Raoul Walsh
- Société de production : Reliance Film Company
- Société de distribution : Mutual Film
- Pays de production :  États-Unis
- Langue originale : anglais
- Format : noir et blanc — 35 mm — 1,37:1 — Film muet
- Genre : Film dramatique
- Durée : 2 bobines - 600 m
- Dates de sortie :
  - États-Unis : 17 avril 1915

## Distribution
- Elmer Clifton : un jeune prisonnier
- Paul Willis : le jeune homme
- Miriam Cooper : la sœur du jeune homme
- Tom Wilson : le gardien
- Raoul Walsh : le policier
- Jennie Lee : la mère du jeune homme